# Межвоенный период
Межвое́нный пери́од, или Интербе́ллум (лат. Interbellum, композитное существительное от inter «между» + bellum «война») — термин, часто используемый в мировой историографии для обозначения временно́го промежутка между Первой и Второй мировыми войнами.
Классификационно Интербеллум входит в Новейшее время, являясь его первым этапом. Традиционно охватывает период с 11 ноября 1918 года (завершение Первой мировой войны) по 1 сентября 1939 года (начало Второй мировой войны), хотя в ряде случаев границы межвоенного периода могут несколько варьироваться в зависимости от дат завершения/начала крупномасштабных вооружённых конфликтов в конкретных странах. К примеру, в советской и российской историографии межвоенный период может начинаться с окончания Гражданской войны в 1922 году и длиться до начала Великой Отечественной войны в 1941 году.

## Краткая характеристика периода
Начальная стадия межвоенного периода проходит на фоне социо-культурного и экономического восстановления мирового сообщества после потрясений Первой мировой войны. В странах, одержавших победу в войне, в этот период наблюдается бурный экономический и культурный рост (так называемые Ревущие двадцатые). В то же время, государства, потерпевшие в войне поражение или разрушенные внутренними конфликтами, находятся в лучшем случае в состоянии глубокой стагнации (характерный пример — экономический кризис и гиперинфляция в Германии в 1921—1923 годах), в худшем — борются за существование (Гражданская война в России). Постепенно, однако, и в них ситуация стабилизируется — в РСФСР наступает период НЭПа, германская Веймарская республика переживает «Золотые двадцатые» и т. п. Кроме того, в результате Первой мировой войны и связанных с ней социально-политических конфликтов в Европе возникает большое количество независимых государств, ранее входивших в состав развалившихся империй. В центральной Европе возникают Чехословакия, Венгрия, Югославия; кроме того, относительной независимости от Великобритании добивается Ирландия. На карте восточной Европы появляются Польша, Финляндия, Эстония, Латвия и Литва. Некоторое время в качестве независимых советских республик существуют Россия, Беларусь, Украина и государства Закавказья, которые с 1922 года постепенно снова начинают объединяться, теперь уже в составе СССР.
Данный этап межвоенного периода характеризуется культурным расцветом — в 1920-х активно творят художники Пабло Пикассо, Диего Ривера, Хаим Сутин и другие, писатель и художник Жан Кокто, писатели Эрнест Хемингуэй, Эрих Мария Ремарк, Фрэнсис Скотт Фицджеральд, Дейвид Герберт Лоренс, Михаил Булгаков, Иван Бунин и другие. В западном архитектурном и декоративно-прикладном искусстве зарождается стиль ар-деко, в СССР же 1920-е — эпоха конструктивизма.
Социокультурный и экономический фон резко ухудшается к концу 1920-х годов — в США, а затем и в других странах мира начинается глобальный экономический кризис, получивший общее наименование Великая депрессия. В этот же период в ряде стран к власти приходят тоталитарные идеологизированные режимы — такие, как нацисты в Германии и фашисты в Италии. Кроме того, некоторые установившиеся ранее режимы становятся авторитарными или радикализируются — Япония встаёт на путь милитаризации и т. д. В это же время СССР входит в эпоху сталинизма.
На волне мрачных впечатлений от Первой мировой войны — самого масштабного на тот момент военного конфликта в мировой истории, — была создана Лига Наций — международная организация, ставившая своей целью сохранение мира и предотвращение военных конфликтов, а также стимулирование экономического роста между странами-членами Лиги. Однако деятельность её с самого начала не развивала предполагавшейся эффективности — в частности, в неё так и не вступили США и долго (до 1934 года) не вступал СССР, а правительства ряда стран-членов, таких, как Германия, Италия и Япония, к 1930-м годам уже открыто демонстрировали свою воинственность. Ситуацию усугубил ряд локальных кризисных ситуаций, таких, как Конфликт на Китайско-Восточной железной дороге (1929), Японская интервенция в Маньчжурию (1931), начало Чакской войны (1932), Вторжение Италии в Абиссинию (1935). Лига Наций не смогла их предотвратить, да и меры по их прекращению были явно недостаточными — к примеру, в последнем случае действия в отношении агрессора-Италии ограничились рядом несущественных экономических санкций, которые только подтолкнули Муссолини к союзу с Гитлером.
Всё это проходило на фоне растущей милитаризации гитлеровской Германии, которая с 1935 года уже откровенно не соблюдала Версальский договор и активно наращивала военную мощь. Это выражалось, в частности, в Аншлюсе 1938 года, присоединении к Третьему Рейху Судетской области в том же 1938-м, и, наконец, расчленение Чехословакии (1939), что одновременно демонстрировало слабость Лиги Наций и политическую пассивность её стран-учредителей. Параллельно СССР совместно с Монголией отражает агрессию Японской империи на Халхин-Голе (1939).
Поздние 1930-е годы ознаменовались также таким знаковым внутриевропейским конфликтом, как Гражданская война в Испании (1936—1939 годы). Наконец, 1 сентября 1939 года немецкое вторжение в Польшу положило начало Второй мировой войне.